# Фрајнштајнау
Фрајнштајнау (њем. Freiensteinau) општина је у њемачкој савезној држави Хесен. Једно је од 19 општинских средишта округа Фогелсберг. Према процјени из 2010. у општини је живјело 3.349 становника. Посједује регионалну шифру (AGS) 6535004.

## Географски и демографски подаци
Фрајнштајнау се налази у савезној држави Хесен у округу Фогелсберг. Општина се налази на надморској висини од 444 метра. Површина општине износи 65,7 km². У самом мјесту је, према процјени из 2010. године, живјело 3.349 становника. Просјечна густина становништва износи 51 становника/km².